# Szklarska Poręba
Szklarska Poręba es una localidad y un municipio del distrito de Jelenia Góra, en el voivodato de Baja Silesia (Polonia). En 2011, según la Oficina Central de Estadística polaca, cubría una superficie de 75,44 km² y tenía una población de 6833 habitantes.

## Hermanamientos
Szklarska Poręba está hermanada con:
- Bad Harzburg (Alemania);
- Harrachov (República Checa);
- Kazimierz Dolny (Polonia);
- Kořenov (República Checa);
- Worpswede (Alemania).